# Мілія неправильна
Мілія неправильна (Mylia anomala) — вид печіночників порядку юнгерманіальних (Jungermanniales).

## Поширення
Батьківщиною є Європа, Азія, Північна Америка.
Росте на болотах і вологому торфі між сфагнумом.

## Характеристика
Довжина стебла становить кілька сантиметрів, а ширина – до трьох міліметрів. Рослини мають ризоїди водяного кольору й утворюють килимки від зеленого до коричневого кольору. Бокові листки від подовжено-округлих до широко-яйцюватих, іноді майже круглі, передній край плоский. Кожна клітина листка має від шести до десяти або більше масляних тілець. Виводкові тіла утворюються на верхівках ланцетних листків.